# Зубко Яків Пантелеймонович
Зубко Яків Пантелеймонович - український зоолог XX століття.
Яків Зубко народився 27 жовтня 1899 року у м. Гадяч (Полтавщина).
У 1920 р. поступає на природниче відділення Полтавського педагогічного інституту, пізніше перетвореного в Інститут народної освіти, і закінчує його 1924 р.
Завідував зоологічними кафедрами Харківського та Луганського педагогічних інститутів. 
Вивчав фауну кажанів, землерийок і гризунів півдня і сходу України. Описав кілька нових підвидів дрібних ссавців, у тому числі сліпушків та мідиць.
Протягом 48 років своєї трудової діяльності Яків Пантелеймонович успішно суміщав педагогічну роботу з науковими дослідженнями. Його перу належать роботи про ссавців Полтавщини та південних теренів України. Разом із вивченням своєї «головної» групи — гризунів-полівок, ряд праць він присвятив питанням екології і зоогеографії. Визнаний польовий зоолог та еколог, він був учасником різноманітних конференцій і з'їздів. Ним опубліковано багато методичних посібників, програми з навчальних курсів — загальної біології, зоології, екології, зоогеографії, еволюційного вчення.
Помер Яків Пантелеймонович Зубко 23 грудня 1968 року після важкої хвороби.

## Найголовніші публікації Якова Зубка
- Зубко Я. П. Новий підвид мідиці бурозубої (Sorex araneus Averini subsp. nov.) // Праці наук.-досл. зоол.-біол. ін-ту / Харк. ун-т (Сектор екології). — 1937. — Том 4. — С. 299–303.
- Зубко Я. П. Нарис фауни Chiroptera південного сходу Одеської області // Збірник праць Зоологічного музею АН УРСР. — 1937. — Вип. 20. — С. 121–128.
- Зубко Я. П. Пізній кажан (Eptesicus serotinus Schreb) на Харківщині // Наукові записки Харківського державного педагогічного інституту. — 1939. — № 1. — С. 321–323.
- Зубко Я. П. До питання про підвидовий склад сліпачків (Ellobius talpinus Pall.) Європейської частини СРСР (попереднє повідомлення) // Наукові записки / Харківський державний педагогічний університет. – 1940. – Том 4. – С. 191–194.

## Публікації про Я. П. Зубка
- Кривицький І., Загороднюк І. Олексій Мигулін і Яків Зубко — видатні українські теріологи // Раритетна теріофауна та її охорона. — Луганськ, 2008. — С. 295–298. (Серія: Праці Теріологічної Школи. Випуск 9).

- Загороднюк І. В. Кафедра зоології // Факультет природничих наук: шляхами зростання / За ред. В. Д. Дяченка, О. О. Кисельової, А. О. Климова. — Луганськ: Елтон-2, 2013. — С. 142–173. — ISBN 978-617-563-117-1.